# 曹慶澤
曹庆泽（1932年1月14日—2015年2月19日），湖南澧县人，大专学历，1952年加入中国共产党。是中共第十三、十四、十五届中纪委委员，十四、十五届中纪委副书记；曾任中华人民共和国监察部部长，中国监察学会名誉会长等职。

## 生平
中华人民共和国建国前夕，曹庆泽加入中国人民解放军。后来，他一直在四川工作，历任中共四川梁平县区委书记，中共四川省委农村工作部副处长，四川省农业办公室副主任，省政府副秘书长，中共四川省纪委副书记、书记等职。1989年的六四事件之后，曹庆泽坚决力查四川省的政治清查工作，他的表現获得时任中组部部长宋平的赞赏。于是在宋平的推荐下，曹庆泽于1989年11月，在中共十三届五中全会上，被增补为中纪委常委。在1992年中共十四大上，当选正部级的中纪委副书记，排名第三。在1997年中共十五大上，曹庆泽当选中纪委副书记，排名副书记中第二位，位列最高人民检察院检察长韩杼滨之后，成为中纪委常务副书记。1993年3月到1998年3月间，曹庆泽还在第二届李鹏内阁中，被任命为监察部部长。2015年2月19日，曹庆泽在北京逝世，享年83岁。